# Jada Stevens
Pour les articles homonymes, voir Stevens.
Jada Stevens, née le 4 juillet 1988 à Snellville, Géorgie (États-Unis), est une actrice pornographique américaine.

## Biographie
Née le 4 juillet 1988 à Snellville dans l’État de Géorgie, aux États-Unis, elle commence sa carrière dans le X en 2008.

## Filmographie sélective
- 2008 : Adventures of Shorty Mac 10
- 2009 : Deepthroat Virgins 31
- 2009 : My Personal Panties 3
- 2009 : Wax On Wax Off
- 2010 : Red Hot Jam 101
- 2011 : Booties and Boobies
- 2011 : Big Wet Asses 20
- 2011 : Belladonna: No Warning 6
- 2011 : Dick Suckers: Jada Stevens
- 2012 : Getting Some College Dick
- 2012 : Lesbian Adventures: Strap-On Specialists 5
- 2012 : Miss Pretty Pussy
- 2012 : We Live Together.com 22
- 2013 : Hooker Experience
- 2013 : Meow 3
- 2013 : Lesbian Analingus 2
- 2013 : Pussy Party
- 2014 : Anal Intrusion 2
- 2014 : Booty Movie
- 2015 : Big Ass Toys
- 2015 : Booty Queen
- 2015 : Jada Stevens Loves the Cock
- 2016 : Booty Queen 2
- 2016 : 1st Anal Lust
- 2017 : Big Wet Asses 26
- 2017 : Lesbian Anal Asses
- 2022 : Jada Loves Girls
- 2022 : Jada Loves Gonzo
- 2022 : Jada's Foot Fantasies

## Récompenses et nominations
Récompenses
- 2014 : XRCO Awards Orgasmic Analist[3]
- 2013 : XCritic Fans Choice Award Récompense Female Performer of the Year
- 2012 : AVN Award Best Three-Way Sex Scene (G/G/B) (avec Kristina Rose et Nacho Vidal) pour Ass Worship 13
- 2012 : Urban X Award IR Star of the Year
- 2019 : Urban X Award Most Amazing Ass

Nominations
- 2013 : AVN Awards
  - Best Anal Sex Scene (avec Mick Blue) pour Big Wet Asses 20
  - Best POV Sex Scene (avec Kevin Moore) pour Tanlines
  - Best Tease Performance (avec Anikka Albrite) pour Jada Stevens Is Buttwoman
  - Best Three-Way Sex Scene (G/G/B) (avec Anikka Albrite et Erik Everhard) pour Jada Stevens Is Buttwoman
  - Female Performer of the Year
  - Best Double-Penetration Scene (avec Mick Blue et Erik Everhard) pour DP Fanatic
- XRCO Awards
  - Female Performer of the Year
  - Orgasmic Oralist
  - Orgasmic Analist
- 2012 : AVN Awards
  - Best POV Sex Scene (avec Mick Blue) pour Anal Workout
  - Best Three-Way Sex Scene (G/B/B) (avec Toni Ribas et Mark Wood) pour What the Fuck! Big Tits, Bitches & Ass!